# NGC 1726
NGC 1726 (również PGC 16508) – galaktyka soczewkowata (S0), znajdująca się w gwiazdozbiorze Erydanu. Odkrył ją John Herschel 8 stycznia 1831 roku.